# 馬場貞子
馬場 貞子（ばば ていこ、馬場 サダ子とも表記、生年不詳 - 1913年5月1日）は、明治時代から大正時代にかけての人物。乃木希典の妻・乃木静子の姉である。

## 生涯

### 家系・生い立ち
貞子は、鹿児島藩の侍医であった湯地定之（ゆち さだゆき）と、同じく鹿児島藩士・池田家の娘である母・貞子（さだこ、幼名：天伊）の間に生まれた。生年は不明である。
家系には先に生まれた姉（長姉）が一人いたが夭折したため、貞子は次姉にあたり、実質的な長女として扱われた。このため、夭折した姉が「馬場貞子」である、あるいは貞子自身が夭折したと誤解されることがあった。妹の静子は七人兄弟姉妹の末子（第七子）であった。
父・湯地定之は藩主に直言して勘気に触れ、減禄処分を受けたと伝わる。家計は「赤貧洗ふが如く」と形容されるほど困窮し、貞子も物心つくと妹のお六（後の柴テイ）と共に裁縫などをして家計を助けていたという。一説には、母・天伊の近親である平山家が二人の幼子のみとなったため、その子らを育てるべく湯地家が一家で平山家に同居した時期があり、当時の湯地家の経済的困窮をうかがわせるともされる。

### 結婚
結婚後に「馬場」姓を名乗っていることから、馬場姓の人物と結婚したことは確かであるが、夫自身の名前や職業などの詳細は詳らかではない。乃木夫妻殉死（1912年9月）の報を聞いて駆けつけた際には、既に「未亡人」であったとされる。長男として馬場惟夫がいたことが確認されている。
名前の読みが「ていこ」とされるのは、母・貞子（さだこ）と同じ漢字であるため、区別のためではないかと推測されている。

### 乃木夫妻との関係と晩年
妹の静子は陸軍大将・乃木希典に嫁いだ。貞子は幼かった妹・静子のために「母のやうに情身を盡（つく）した」とされ、その労苦が偲ばれると記されている。
1912年（大正元年）9月13日、明治天皇の大喪の礼当日の夜、乃木希典・静子夫妻は東京・赤坂の自邸で殉死した。『讃岐乃木伝』によれば、貞子は妹・静子の落ち着いた様子に尋常ならざるものを感じ、もしや後を追うのではと心配して再度様子を見に戻ったところ、既に静子も自刃し息絶えた後だった。
妹・静子の殉死の翌年、1913年（大正2年）5月1日午前11時に長逝したとされる。貞子は久しく病褥にあり、身体の自由を失い、晩年には疥癬を患っていたとされる。亡くなる二、三日前から危篤状態となり、親戚らが集まる中での最期であった。また、亡くなる間際まで妹・静子のことを気にかけていたという。

## 家族
- 父 - 湯地定之（さだゆき）：鹿児島藩侍医。
- 母 - 湯地貞子（さだこ）：鹿児島藩士である池田家の娘で、結婚前の幼名は天伊（てい）。次女・三女の結婚後の名前に「てい」の読みがあるのは実母の幼名から採られている。
- 長兄 - 湯地定基（さだもと）：貴族院勅選議員、根室縣令（1843-1928）。
- 次兄 - 湯地定廉（さだかど）：海軍大尉。
- 末兄 - 湯地定監（さだのり）：海軍機関中将、貴族院勅選議員。名は「ていかん」と読まれることが圧倒的に多いが、これは誤読である。通称もしくは音読みと考えられる。
- 姉 - 名前不明：夭折。永らくの間は次女と同一人だとされていたため、名前も「馬場貞子」と思われていた。
- 妹 - 乃木静子(湯地お七) 乃木希典の妻。1912年自刃。
- 妹 - 湯地お六：結婚後に柴テイとなる（てい・てい子・テイ子などと表記する文献もある）。静子と最も歳が近いため、特に仲が良かったといわれる。
- 甥 - 湯地孝：国文学者。定監の子。
- 大甥 - 湯地朝雄：文芸評論家。孝の子。